# Hermosilla
Hermosilla is een monotypisch geslacht van straalvinnige vissen uit de familie van de loodsbaarzen (Kyphosidae).

## Soorten
- Hermosilla azurea Jenkins & Evermann, 1889